# 紫唇姜
紫唇姜（学名：Zingiber porphyrochilum），一种于中国云南省中部新平彝族傣族自治县玉白顶林场发现的多年生草本植物，隶属于姜科姜属。

## 特征
紫唇姜为一种多年生根茎草本植物，高1.5-2.0米，丛生。每丛最多有10枝叶状枝，在花期时叶状枝最多可拥有22枚叶。叶鞘绿色，叶片呈椭圆形至长圆形，26.2-35.5×3.1-7.5厘米，正面为深绿色具光泽，背面淡绿色具短柔毛。根据有限的野外观察，紫唇姜的花期一般为每年的7月－8月。